# Armin Bollinger
Armin Bollinger (* 1. November 1913 in Zürich; † 27. November 1995 ebenda) war ein Schweizer Historiker und Schriftsteller.

## Leben
Armin Bollinger wuchs in Zürich auf und liess sich nach der Matura an der Universität Zürich zum Sekundarlehrer ausbilden. Er führte dann seine Studien in Rennes weiter und promovierte 1941 zum Dr. phil.
Auf seinen vielen Südamerika-Reisen vertiefte er seine Kenntnisse der lateinamerikanischen Geschichte. Er arbeitete als Hochschuldozent und Institutsleiter: An der Universität St. Gallen war er während zwanzig Jahren Leiter der Kulturabteilung des früheren Instituts für Lateinamerikaforschung und Entwicklungszusammenarbeit und in Brasilien Professor für die Geschichte Lateinamerikas. Er dozierte auch im Bereich der Wirtschaftswissenschaft.
Bollinger galt als einer der besten Kenner der indianischen Hochkulturen Lateinamerikas überhaupt. Neben zahlreichen wissenschaftlichen Veröffentlichungen machte er sich auch mit Geschichten aus Südamerika einen Namen als Autor literarischer Werke. Armin Bollinger lebte in Zürich, wo er am 27. November 1995 starb. Zu seinen Ehren wurde 1996 im Zürcher Stadtteil Oerlikon die Verbindung vom Max-Bill-Platz zur Brown-Boveri-Strasse als Armin-Bollinger-Weg benannt.

## Auszeichnungen
- 1970 Ehrendiplom des Instituto Historico Fluminese Rio de Janeiro
- 1983 Ehrengabe des Kantons Zürich
- 1983 Ehrendoktor der Universidad Nacional de San Antonio Abad del Cusco (Peru)
- 1986 Ehrenmitglied des Literarischen Clubs Zürich

## Werke

### Sachbücher
- Die Zürcher Landschaft an der Wende des 18. Jahrhunderts. Nach den Berichten der ascetischen Gesellschaft, Lang, Zürich 1941 (Phil. Diss.)
- Die Dorf-Öffnungen von Oerlikon und Schwamendingen, Kreis, Zürich 1946
- Brevier der Schweizergeschichte. Führer zu den historischen Stätten, Zbinden, Bern 1948
- Oerlikon. Geschichte einer Zürcher Gemeinde, Quartierverein Qerlikon, Zürich 1959 (2. überarbeitete Auflage 1983)
- Die Sklavenbefreiung in Brasilien. Erweiterte Fassung aus Lateinamerika-Symposion 1968 „Kultur in Lateinamerika“, Orell Füssli, Zürich 1969
- Widersprüche zwischen Unabhängigkeit und Dekolonisation in Lateinamerika, Orell Füssli (Lateinamerikanische Studien 4), Zürich 1970
- Spielball der Mächtigen. Geschichte Lateinamerikas, Kohlhammer, Stuttgart 1972
- Die Inka. Mit Fotos von Hansruedi Dörig, Mondo, Lausanne 1977
- So bauten die Inka. Strassen, Brücken, Bewässerungsanlagen, Häuser, Städte im alten Peru, Rüegger (Schriftenreihe des Lateinamerikanischen Institutes an der Hochschule St. Gallen 1), Diessenhofen 1979
- Einführung in die Welt der Indios. Geschichte, Kultur, Religion und Krankenheilung von Gross-Peru, Im Waldgut (Die Reihe im Waldgut 1), Wald 1981, ISBN 3-7294-0003-7
- Die Indiovölker Alt-Mexikos. Geschichte der Olmeken, Tolteken, Mixteken, Azteken und anderer mexikanischer Völker – von den Anfängen bis zur Conquista, Im Waldgut (Die Reihe im Waldgut 4), Wald 1981
- So kleiden sich die Inka. Gewinnung von Pflanzenfasern, Haltung von Wolltieren, Jagd auf Vicuñas, Spinnen und Weben, das Färben von Textilien, Kleider und Textilien im Alten Peru, Rüegger (Schriftenreihe... 2), Diessenhofen 1983
- Die Maya. Ein Hochkulturvolk im Urwald, Im Waldgut (Die Reihe im Waldgut 7), Wald 1984
- So nährten sich die Inka, Rüegger (Schriftenreihe... 3), Grüsch 1986
- Indios, Indios, Indios. Gesammelte Schriften zum Wirken der Indios, zur Verfolgung der Indianer, zum Problem der indianischen Identität, Rüegger (Schriftenreihe... 4), Chur/Zürich 1992

### Erzählbände
- Die Botschaft des Quipu. Lateinamerikanische Erzählungen, Atlantis, Zürich 1965
- Der Ruf des Kirima. Erzählungen aus Südamerika, Orell Füssli, Zürich 1966
- Drei Körner von gelbem Mais. Neue Erzählungen aus Lateinamerika, NZN, Zürich 1976
- Neuauflage zus. mit Die Botschaft des Quipu als: Drei Körner von gelbem Mais. Geschichten aus Südamerika, Im Waldgut, Wald 1982, ISBN 3-7294-0009-6
- El Curandero. Der Wunderheiler und andere Erzählungen aus Südamerika, Im Waldgut, Wald 1980
- Die tanzenden Krokodile. Die Geschichte Anitas und der Cocablätter, Im Waldgut, Wald 1983, ISBN 3-7294-0014-2
- Die Kette des Häuptlings. Eine Geschichte aus Ecuador, Im Waldgut, Wald 1985, ISBN 3-7294-0019-3
- Der Königsmantel. Grenada oder Die Stunde der Freiheit. Zwei Erzählungen, Im Waldgut, Frauenfeld 1988
- Der Ruf des Kirima. Erzählung, Im Waldgut (Bodoni-Druck 6), Frauenfeld 1993
- Die Rinderherden des Don Arminho. Nachgelassene Geschichten, Im Waldgut (Bodoni-Druck 18), Frauenfeld 1996, ISBN 3-7294-0228-5